# De Kift
De Kift ist eine niederländische Musikgruppe, gegründet im Jahre 1988. Ihre Musik weist Einflüsse von Punk, Rock und Fanfare auf.
Die Gruppe gewann 2001 die Zilveren Harp (de. Silberne Harfe) der niederländischen Stiftung Bamu Cultuur, welche an den vielversprechenden musikalischen Nachwuchs des Landes verliehen wurde.

## Diskografie
- IJverzucht (1989)
- Krankenhaus (1993)
- Gaaphonger (1997)
- Vlaskoorts (1999)
- Koper (2001)
- Vier Voor Vier (2003)
- De Kift 2005 (2005)
- 7 (2006)
- Hoofdkaas (2008)
- Brik (2011)
- Bidonville (2014)